# 다니엘 페블레스
다니엘 리카르도 페블레스 아르구에예스(스페인어: Daniel Ricardo Febles Argüelles, 1991년 2월 8일 ~ )는 짧게 다니엘 페블레스라고도 불리는 베네수엘라의 청소년 국가대표 출신 축구 선수로, 포지션은 공격형 미드필더이다. 현재 베네수엘라 프리메라 디비시온 카라보보 FC에서 활약하고 있다. 2018년 K리그2 서울 이랜드 FC에서 활약한 바 있으며, K리그 등록명은 페블레스이었다. 다니엘 페블레스는 과거 베네수엘라 축구 국가대표팀 공격수 페드로 페블레스의 아들이기도 하다.

## 클럽 경력
다니엘 페블레스는 카라카스 FC에서 프로축구 선수 경력을 시작하였다.
2011년 페루에서 열린 U-20 수다메리카나에 소집되어 4경기 출전하였다.
2017년 베네수엘라 프리메라 디비시온에서 모나가스 SC 소속으로 42경기에 출전 9골을 기록하며, 팀의 첫 우승에 일조하였다.
2018년 1월 5일 K리그 챌린지 서울 이랜드 FC로의 이적이 확정되었다. 3월 18일 대전 시티즌과의 K리그2 3라운드에서 디에고 비엘키에비츠와 교체되어 출장하며, 서울 이랜드 FC에서의 공식 데뷔전을 가졌다. 3월 24일 광주 FC와의 홈 경기에서 팀에서의 첫 선발 출장을 기록하였다. 3월 31일 부천 FC 1995와의 홈 경기에서 전반 28분 조재완의 골에 도움을 기록하며, 서울 이랜드에서의 첫 공격 포인트를 기록하였다. 그러나 5월 8일 구단 공식 페이스북 페이지를 통해, 아내의 출산 문제로 고국으로 돌아가게 되었다는 메시지 영상이 업로드 되었다. 이로써 다니엘 페블레스는 짧은 시일 내에 팀을 떠나게 되었다.
서울 이랜드를 떠난 페블레스는 볼리비아로 떠나, 리가 데 풋볼 프로페시오날 볼리비아노 CD 과비라와 계약을 맺었다. 팀은 2018시즌 전기리그 우승을 차지하였다.